# NGC 3516
NGC 3516 је спирална галаксија у сазвежђу Велики медвед која се налази на NGC листи објеката дубоког неба.
Деклинација објекта је + 72° 34' 9" а ректасцензија 11h 6m 47,5s. Привидна величина (магнитуда) објекта NGC 3516 износи 11,5 а фотографска магнитуда 12,5. Налази се на удаљености од 38,9000 милиона парсека од Сунца. NGC 3516 је још познат и под ознакама UGC 6153, MCG 12-11-9, CGCG 334-11, IRAS 11033+7250, PGC 33623.